# Comunidade com Futuro Compartilhado para a Humanidade

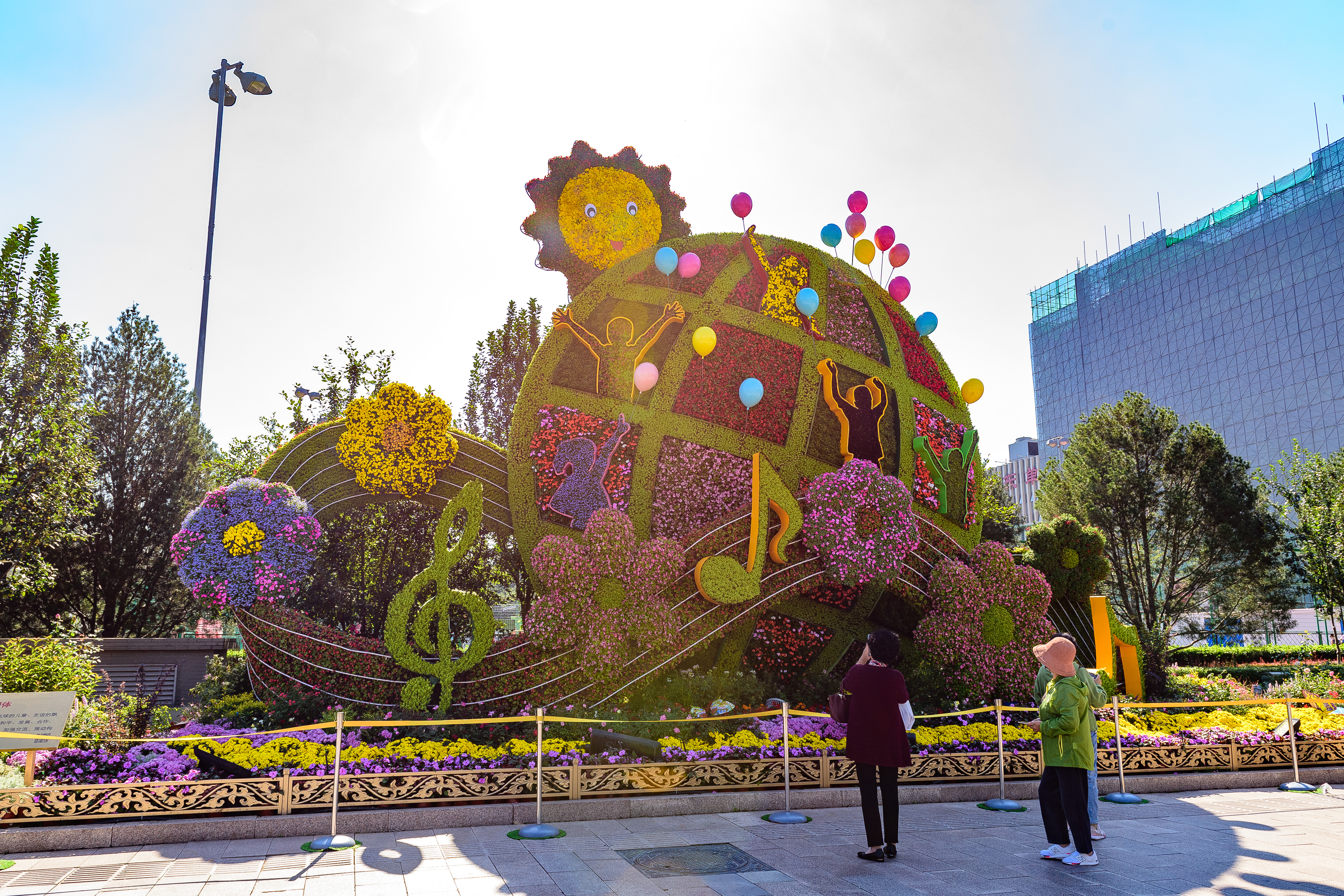
Praça da Paz Celestial enfeitadas com flores para comemorar o 72º aniversário da fundação da República Popular da China.

Uma Comunidade com Futuro Compartilhado para a Humanidade, também traduzido como Comunidade de Destino Comum, é um conceito apresentado pelo ex- secretário-geral do Partido Comunista da China Hu Jintao assim como pelo atual secretário-geral Xi Jinping.

## Contexto
O governo da China levantou o conceito com o objetivo de construir uma nova estrutura de relações internacionais e promover e melhorar a governança global. Alguns analistas dizem que esta é a primeira grande emenda à política externa da China em mais de quatro décadas, passando de uma política orientada para o país para uma focada em toda a humanidade.

## Uso
O conceito apareceu pela primeira vez em um relatório entregue pelo ex -secretário geral Hu Jintao no 18º Congresso Nacional do Partido Comunista da China em novembro de 2012. No relatório, Hu enfatizou que "a humanidade tem apenas uma terra para viver e os países têm apenas um mundo para compartilhar" e defendeu a construção de um mundo harmonioso de paz duradoura e prosperidade comum, aumentando a conscientização em relação a seres humanos compartilhando uma comunidade de destino comum. Hu vislumbrou um tipo de parceria de desenvolvimento global mais equitativa e equilibrada que se unisse em tempos de dificuldade, compartilhando direitos e obrigações e estimulando os interesses comuns da humanidade.
Quando Xi Jinping se encontrou com estrangeiros pela primeira vez depois de assumir o cargo de Secretário-Geral do Partido Comunista da China em novembro de 2012, ele disse que a comunidade internacional se tornava cada vez mais uma comunidade de futuro compartilhado, com cada um participando de sua forma. Em face da complicada situação da economia mundial e dos problemas globais, nenhum país poderia ficar isolado e preocupado somente consigo.
Xi propôs o conceito pela primeira vez em uma arena internacional no Instituto Estatal de Relações Internacionais de Moscou em março de 2013 e o levantou novamente em um discurso no Fórum Econômico Mundial em Davos, em janeiro de 2017, o que "lhe rendeu altos créditos em casa e no exterior".
Em 12 de outubro de 2017, o governo chinês emitiu um white paper intitulado "Não ser o pioneiro na colocação de armas no espaço sideral", um rascunho de uma resolução sobre a prevenção de uma corrida armamentista no espaço sideral aprovado pelo Primeiro Comitê de Desarmamento e Segurança Internacional da 72ª Sessão da Assembleia Geral da ONU. O projeto afirmava que "medidas práticas devem ser examinadas e adotadas na busca de acordos para impedir uma corrida armamentista no espaço sideral, em um esforço comum em direção a uma comunidade com futuro compartilhado para a humanidade".
Em 13 de outubro de 2017, "Medidas práticas adicionais para a prevenção de uma corrida armamentista no espaço sideral", um outro projeto de resolução sobre o mesmo tema, também mencionou a ideia de "promover e fortalecer a cooperação internacional na exploração e uso do espaço sideral para fins pacíficos, com o objetivo de moldar uma comunidade com futuro compartilhado para a humanidade".
Em 11 de março de 2018, a emenda constitucional adotada na primeira reunião do 13º Congresso Nacional do Povo da China acrescentou uma sentença que promovia a construção de uma comunidade de futuro compartilhado enquanto desenvolvia relações diplomáticas e trocas econômicas e culturais com outros países.
 

Os líderes e diplomatas chineses têm promovido essa estratégia e convencido a comunidade internacional de que a China mantém sua política de desenvolvimento pacífico e não tem intenção de alterar a ordem internacional.